# Luigi Parisi

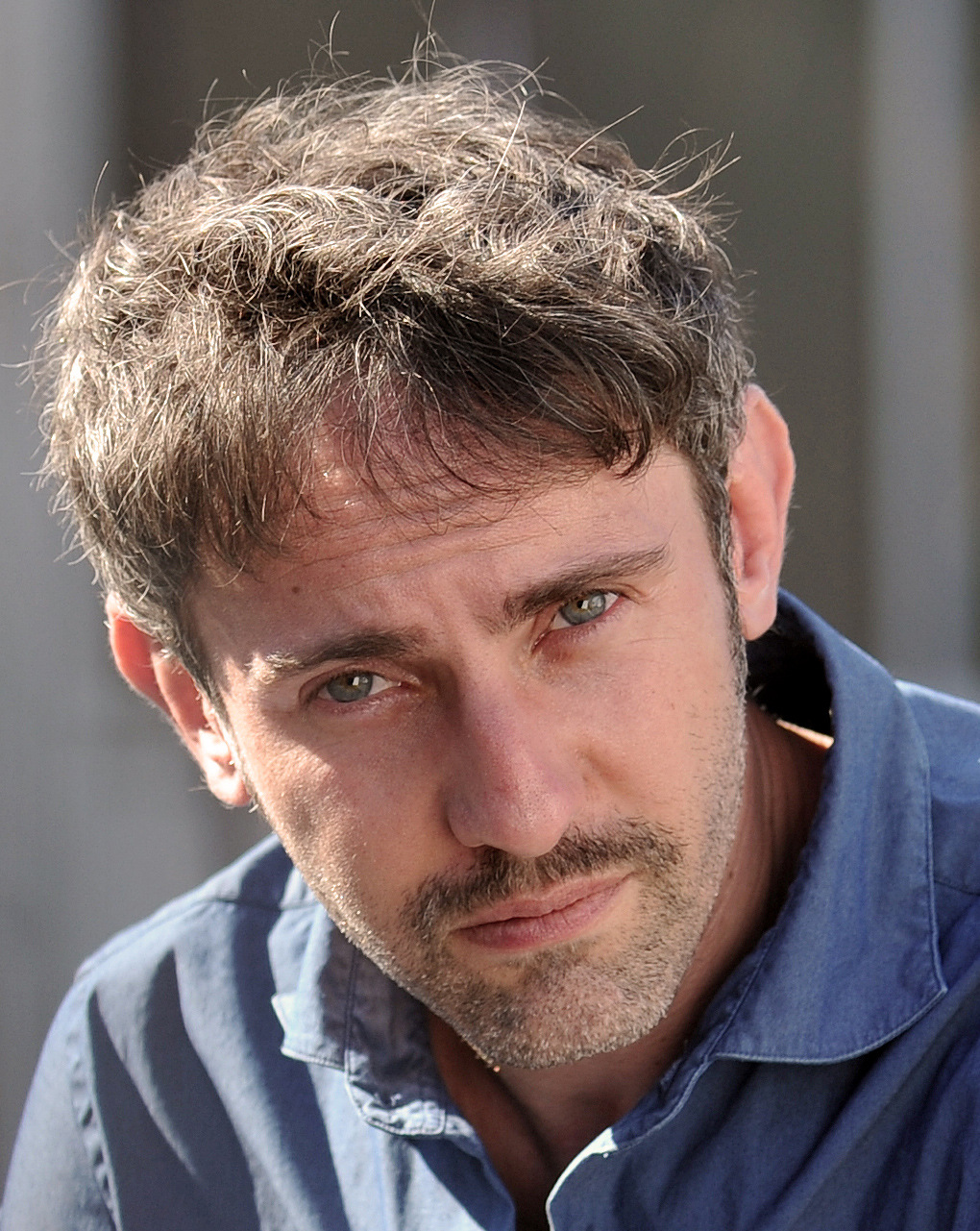
Luigi Parisi, 2015

Luigi Parisi (* 18. August 1969 in Rom) ist ein italienischer Film- und Fernsehregisseur.

## Leben
Parisi begann seine Leidenschaft für den Film in beruflicher Hinsicht als Synchronsprecher umzusetzen und war Ende der 1990er Jahre als Regisseur des zweiten Stabes tätig, bevor er mit Il morso del serpente sein Debüt vorlegte. Der mit namhaften Darstellern wie Gabriel Garko, Stefania Sandrelli und Ricky Memphis besetzte Film führte zu Fernsehaufträgen. So drehte Parisi den zweiteiligen Occhio verde veleno und einige Episoden für den mit dem Telegatto ausgezeichneten Il bello delle donne; für dessen weitere Staffeln er ebenfalls tätig war. Mit Salvatore Samperi, für den er bei Madame 2005 den zweiten Stab verantwortete, inszenierte er dann die Folgen der Serie L'onore e il rispetto. Weitere Werke folgten, so der prächtig ausgestattete Il sangue e la rossa und 2010 der in der Zeit des Faschismus spielende Il peccato e la vergogna. Die dritte Staffel von L'onore e il rispetto wurde 2012 teilweise in Sofia realisiert.

## Filmografie (Auswahl)
- 1999: Il morso del serpente
- 2000: Occhi verde veleno
- 2012: L'onore e il rispetto – Parte terza